# Goo Hara
Goo Hara (en coréen : 구하라), née le 3 janvier 1991 à Gwangju, en Corée du Sud et morte le 24 novembre 2019 à Séoul, également connue sous le nom de Hara, est une chanteuse et actrice sud-coréenne. Elle est membre du groupe de K-pop Kara et est également apparue dans des séries télévisées, notamment City Hunter . Elle fait ses débuts en tant que soliste en juillet 2015 avec la sortie de son mini-album Alohara (Can You Feel It?). Après la dissolution de Kara en 2016, elle poursuit sa carrière solo dans une autre agence, KeyEast. En juin 2019, elle signe avec Production Ogi et poursuit ses activités solo au Japon où elle est bien accueillie par les fans. Sa dernière sortie est un maxi single Midnight Queen, sorti le 19 septembre 2019. En novembre 2019, elle se lance dans une mini tournée japonaise pour soutenir l'album.
Goo Hara est retrouvée morte à son domicile de Séoul, en Corée du Sud, le 24 novembre 2019, à l'âge de 28 ans. Son décès est qualifié de suicide. Avant sa mort, Goo Hara a vécu de multiples événements traumatisants : une bataille juridique avec son ex-petit ami, Choi Jong-Bum, qui l'a agressée en 2018 et a menacé de diffuser une vidéo sexuelle d'eux ; un harcèlement constant, de la part d'une partie du public coréen, visant à faire en sorte que les idoles de la K-pop se conforment à un code moral strict ; et le suicide de son amie proche Sulli, qui a subi un examen public similaire un mois avant sa propre mort.
La mort de Goo Hara est suivie d'appels à des réformes, notamment par des pétitions soumises à la Maison Bleue, concernant les crimes sexuels, la cyberintimidation et la loi sur l'héritage. Il est révélé plus tard que Goo Hara a joué un rôle essentiel en obligeant son ami Choi Jong-hoon à révéler l'identité du policier corrompu qui protégeait Choi et les autres membres des forums de discussion KakaoTalk, dans lesquels des vidéos de viol étaient partagées.

## Vie et carrière

### Jeunesse et éducation
Goo Hara est née le 3 janvier 1991 à Gwangju, en Corée du Sud. Ses parents se séparent quand elle a 8 ans, après que sa mère a abandonné la famille. Goo Hara et son frère sont élevés par leur grand-mère pendant que leur père travaille comme ouvrier du bâtiment à travers le pays pour subvenir aux besoins de la famille. Elle fréquente l'école primaire Woonchun et le collège Jeonnam et s'entraîne comme athlète sur piste et sur terrain pendant deux ans.
Goo Hara arrive à Séoul alors qu'elle fréquente le lycée des beaux-arts de Jeonju et participe au tournoi d'apparence des jeunes de SM Entertainment en 2005. Elle est ensuite transférée au lycée de l'industrie de l'information pour filles de Dongmyung puis fréquente l'université pour femmes de Sungshin. Pendant ses années d'école, elle travaille comme mannequin pour des magasins de vêtements sur Internet. En 2007, elle auditionne sans succès pour rejoindre JYP Entertainment.

### 2008 – 2015: Kara

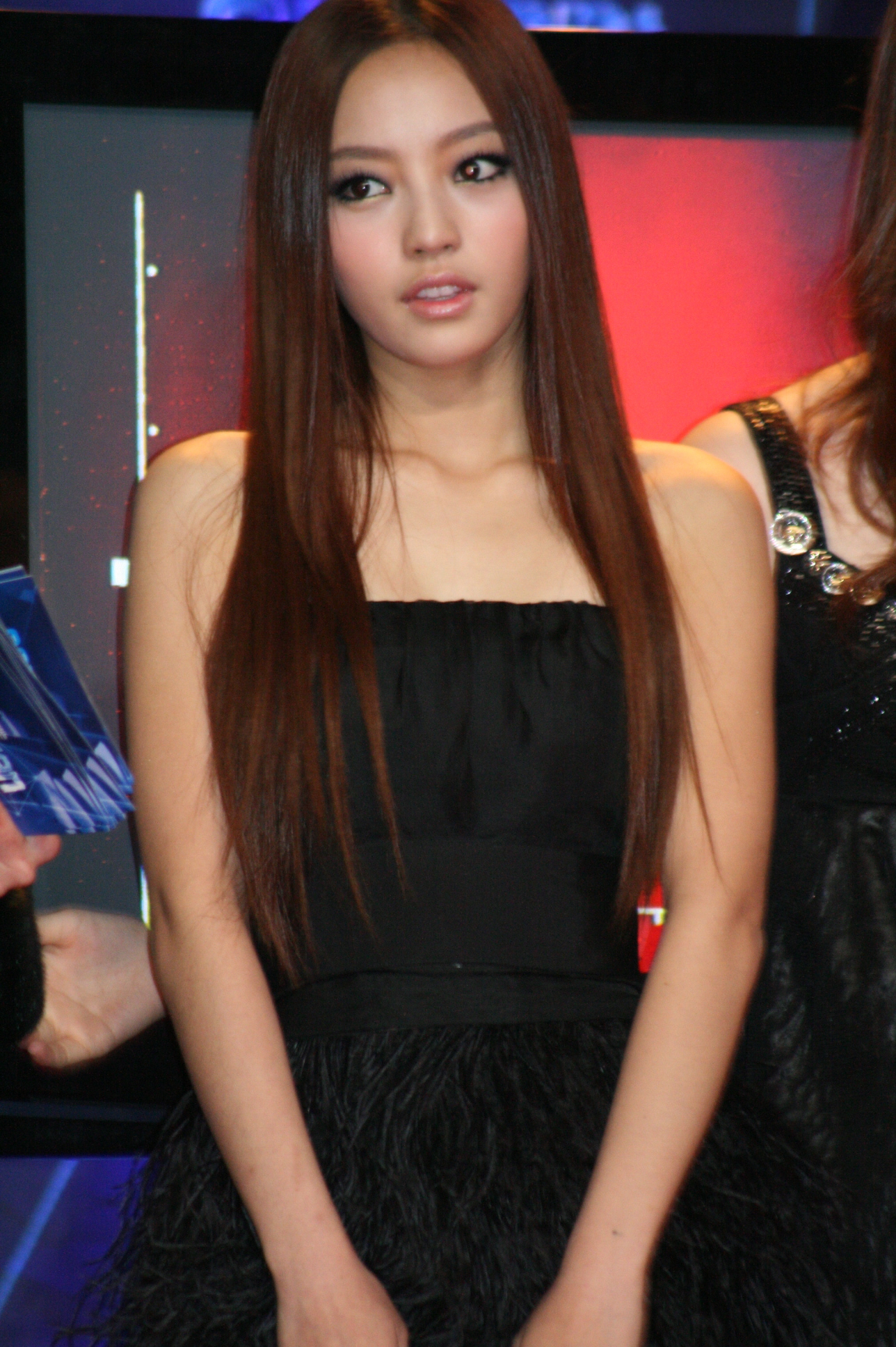
Goo Hara en 2009

En 2008, Goo Hara rejoint le groupe Kara, nouvellement formé à la suite du départ de Kim Sung-hee. Le groupe est considéré comme l'un des premiers à avoir popularisé la K-pop dans le monde. En Octobre 2009, elle devient membre du casting de l'émission de téléréalité KBS « Invincible Youth ». Le 5 janvier 2010, lors d'une apparition dans l'émission de télé-réalité SBS « Strong Heart », Goo Hara admet avoir subi une chirurgie esthétique dentaire et faciale mineure. Elle déclare qu'elle a toujours eu des paupières doubles et qu'elle a eu recours à cette intervention chirurgicale pour les rendre plus définies[pas clair].
En 2011, Goo Hara fait ses débuts d'actrice dans SBS « City Hunter », où elle incarne Choi Da-Hye, la fille du président sud-coréen.

### 2015: débuts solo,Alohara (Can You Feel It?), Choco Chip Cookies
Le 29 avril 2015, Goo Hara révéle, lors d’une interview pour BNT International, qu'elle doit faire ses débuts en solo pendant le mois de juillet 2015. Cette annonce, appuyée par une source proche de DSP Media (son label musical avec Kara), est confirmée le 23 juin 2015 : après huit années d’activités musicales en équipe, Hara commence des activités solo. Il y a une grande probabilité pour qu'elle commence la troisième semaine de juillet, lorsque les promotions de Cupid de Kara sont terminées.
Le 6 juillet 2015, un supplément d'informations est donné : un porte-parole de DSP Media déclare : « La date des débuts solo de Goo Hara a été fixée. Son premier mini-album Alohara (Can You Feel It?) sera disponible sur les plateformes de téléchargement à partir du 14 juillet et elle en commencera la promotion ». Il est à noter que KBS avait déjà interdit de diffuser l'un de ses titres.
Le 14 juillet 2015, Goo Hara fait officiellement ses débuts en solo avec la sortie du clip de sa chanson Choco Chip Cookies, en collaboration avec Giriboy, issue de son premier mini-album.
En octobre 2015, Goo Hara rejoint l'émission de variétés Shaolin Clenched Fists.
Le 15 janvier 2016, Goo Hara quitte DSP Media en raison de l'expiration de son contrat avec cette société, ce qui a marqué la fin de Kara. Elle rejoint ensuite KeyEast ; en décembre 2016, elle apparait dans le single Sign de Thunder.

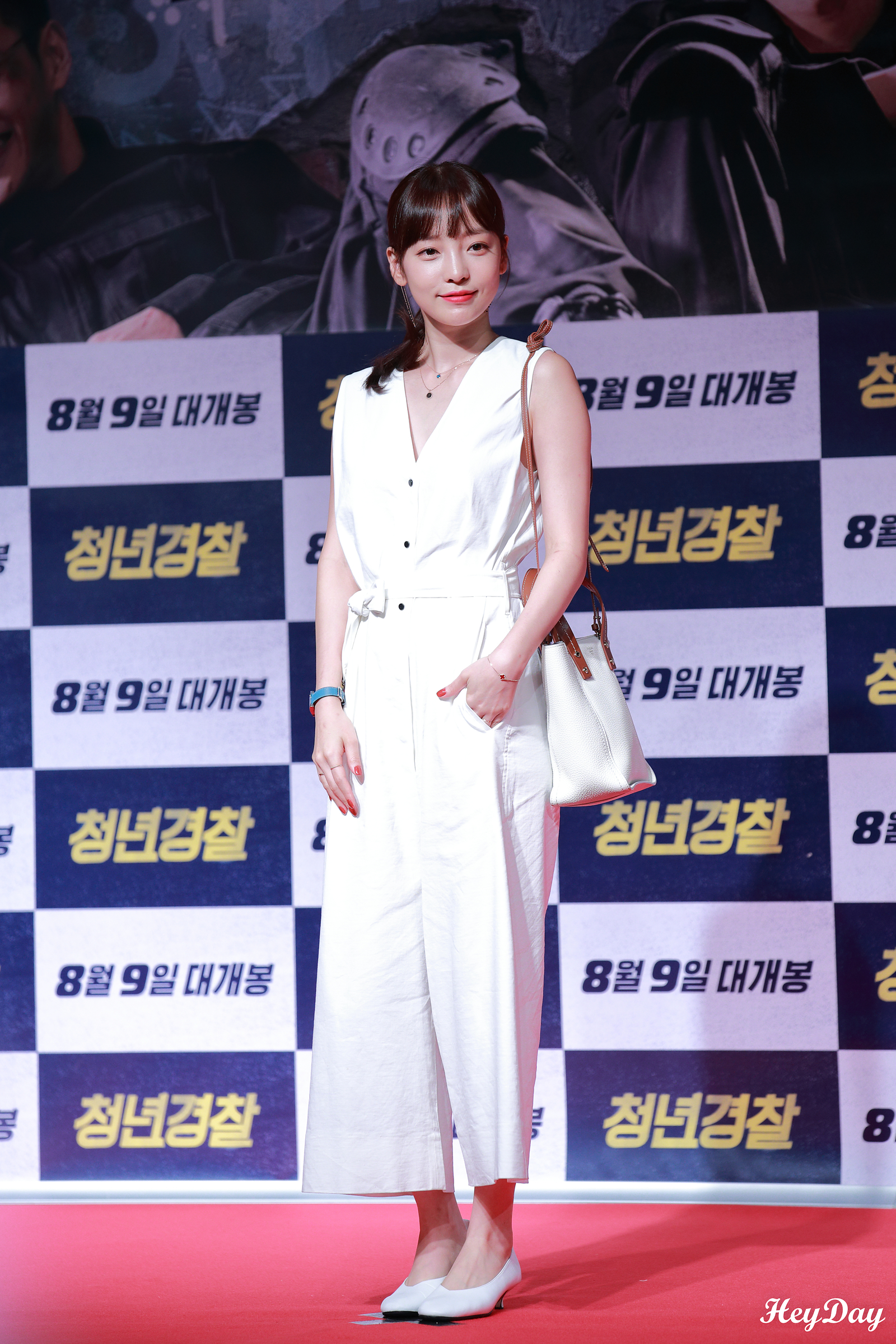
Goo Hara en août 2017.

En août 2017, elle joue dans un film web intitulé « Sound of a Footstep ». En novembre 2017, elle rejoint l'émission de variétés Seoul Mate.
En janvier 2018, elle publie une bande-son pour le drame Jugglers, intitulée On A Good Day. En avril 2018, elle anime le spectacle de beauté de JTBC My Mad Beauty Diary. En juillet, elle est nommée ambassadrice honoraire du 6e festival du film animal.
En 2019, Hara sort un dernier mini-album solo : Midnight Queen et fait des concerts au Japon jusqu'à fin novembre, quelques semaines avant sa mort.
En Janvier 2020, le clip vidéo de sa chanson Hello sort à titre posthume.

### 2016-2019: projets finaux avant le décès
Le 15 janvier 2016, Kara est dissoute en raison du départ de Hara et de ses collègues Park Gyu-ri et Han Seung-yeon de DSP Media à l'expiration de leurs contrats avec la société. Goo Hara signe ensuite avec Key East quelques jours plus tard, pour poursuivre une carrière solo. En décembre 2016, elle figure dans le single de Thunder, Sign. En août 2017, Goo Hara joue dans un webfilm intitulé Sound of a Footstep. En novembre 2017, elle rejoint l'émission de variétés Seoul Mate.
En janvier 2018, Hara sort une bande originale pour le drame Jugglers, intitulée On A Good Day. En avril 2018, elle anime l'émission de beauté My Mad Beauty Diary du JTBC. En juillet, elle est nommée ambassadrice honoraire du 6ème Festival du Film Animalier. En août 2018, Hara fait ses débuts en tant que soliste au Japon, en sortant la chanson Wild. À partir d'octobre 2018, Goo et son ex-petit-ami, Choi Jong-bum, sont impliqués dans un différend juridique qui se prolonge jusqu'en 2019. La nature du différend cause des problèmes dans sa vie professionnelle et personnelle, notamment Content Y (une filiale de KeyEast dont Goo faisait activement la promotion depuis 2017), refuse de renouveler son contrat après son expiration en janvier 2019.
Après avoir été interrompue au premier semestre 2019, Hara annonce en juin 2019 qu'elle a signé avec Production Ogi pour poursuivre ses activités au Japon. Hara jouissait auparavant d'une popularité au Japon lorsque Kara était encore active et promue au Japon, après avoir participé au 62ème NHK Kōhaku Uta Gassen.
Le 24 novembre 2019, vers 18 h, elle est retrouvée morte dans son appartement de Séoul. Selon les médias ce chantage qui aurait poussé Goo Hara à mettre fin à ses jours. Son suicide a eu lieu peu après celui d'une autre chanteuse de K-Pop, Sulli, dont elle était proche.

### La «loi Goo Hara»
À la suite de sa mort, une bataille juridique, très médiatisée, débute autour de son héritage. Son frère, Goo Ho In, ne souhaite pas, entre autres raisons, que leur mère hérite de la moitié de la fortune de Hara, puisqu'elle ne les a pas élevés. Une loi appelée « loi Goo Hara » est votée à l'Assemblée Nationale de Corée du Sud, ajoutant aux lois existantes des raisons de privation d'héritage pour les personnes qui ont négligé leurs devoirs parentaux. Cependant, cette loi ne touche pas  la mère de Goo Hara, car la procédure a eu lieu avant que la loi n'entre en vigueur. Elle obtient 40% de l'héritage et le père 60%.

## Vie privée
- Si vous ne connaissez pas le sujet, laissez ce bandeau (vous pouvez alors contacter les auteurs).
- Si vous supprimez le contenu mis en cause (vous pouvez préalablement contacter les auteurs),

argumentez précisément cette suppression dans la page de discussion
(un manque de référence n'est pas un argument ; une recherche réelle de référence doit avoir été effectuée, être formellement documentée).

### Conflit domestique avec Choi Jong-Bum
Goo Hara sort avec le coiffeur Choi Jong-Bum après leur première rencontre, sur le plateau de l'émission de télévision sur la beauté : My Mad Beauty Diary. Vers 1h du matin le 13 septembre 2018, Jong-bum, ivre, fait irruption dans la maison de Goo Hara alors qu'elle dort et commence une dispute qui dégénére en agression violente, lorsqu'il aurait tenté de rompre avec elle. La police arrive au domicile de Hara après que Jong-bum l'a signalée pour agression. Hara affirme que l'incident est à double tranchant, puis les deux parties ont publié des images de leurs blessures sur Internet pour expliquer leur version de l'histoire.
Après l'incident, Goo Hara subit un examen médical et il est constaté qu'elle souffre d'hémorragie utérine et vaginale. On lui a également diagnostiqué une entorse cervicale, des contusions et entorses au visage, des contusions et entorses de la jambe inférieure et avant-bras droit et entorses supplémentaires. Après cela, Goo Hara intente une action en justice contre Choi Jong-bum pour avoir menacé de publier une vidéo de sexe filmée sans son consentement dans une tentative de sa part de mettre fin à sa carrière.
Lors de la première audience du procès qui se tient le 18 avril 2019, Choi Jong-bum est accusé de tournage de vidéo sexuelle, de blessures, d'intimidation, de coercition et de dommages matériels. Choi Jong-bum nie toutes les accusations, sauf la destruction de biens. Le 26 mai 2019, Goo Hara tente de se suicider dans son appartement et est immédiatement emmenée à l'hôpital, après quoi elle s'excuse d'avoir inquiété ses fans. En conséquence, Goo n'assiste pas à la deuxième audience du procès le 30 mai 2019. Elle devait initialement comparaître comme témoin devant le tribunal.
Lors de la troisième audience du procès, le 18 juillet 2019, le juge président, Oh Duk-Shik, demande que la vidéo soit soumise comme preuve au tribunal, car son contenu est contesté. Après les objections des avocats d'Hara quant à la possibilité que le public puisse visionner la vidéo au tribunal, le juge a visionné la vidéo en privé dans son cabinet pour confirmer son contenu. De plus, Hara témoigne également auprès de Duc-Shik en privé pendant deux heures.
En août 2019, Jong-bum est condamné à un an et six mois de prison avec sursis, de trois ans après probation, après avoir été reconnu coupable de menace de mettre en ligne la vidéo sexuelle, de coercition, d'agression physique et de destruction des biens d'Hara. Il est acquitté de l'accusation d'avoir filmé la vidéo de sexe sans autorisation, car le tribunal a déterminé que Hara avait filmé la vidéo elle-même. Après que la nouvelle de sa vidéo de sexe ait été rendue publique, Goo Hara est harcelée en ligne sur les réseaux sociaux, bien qu'elle soit victime d'un crime.
Après la clôture de l'appel de la peine avec sursis le 2 juillet 2020, Jong-bum est condamné à un an de prison, le tribunal déclarant que Choi « était parfaitement conscient que le degré de dommage serait très grave si les vidéos sexuelles étaient divulguées », étant donné que la victime était une célébrité ». L'équipe du procureur a fait appel devant la Cour suprême pour une peine plus lourde le 8 juillet 2020.
Le 23 septembre, Choi Jong-bum demande une libération sous caution en attendant la décision de la Cour suprême sur l'appel de l'accusation qui est fixée au 15 octobre. La Cour suprême refuse sa libération sous caution en déclarant : « Il n'y a aucune raison significative d'accorder libération sous caution de Choi Jong-Bum. Cette décision a été prise avec le consensus des juges de la Cour suprême concernés. La Cour suprême confirme la peine d'un an le 15 octobre 2020.

### Décès, enquête et commémoration
Le 24 novembre 2019, elle est retrouvée morte chez elle à Cheongdam-dong, Gangnam, à Séoul, la cause du décès étant considérée comme un possible suicide. La police a trouvé une note de suicide écrite par Goo Hara et a conclu qu'il n'y avait pas eu d'acte criminel, car elle a été vue sur des images de vidéosurveillance rentrant chez elle à 00h40, sans autres visiteurs sauf pour la gouvernante qui a retrouvé son corps à 18 heures le même jour. Une autopsie n'a pas été pratiquée après que la police a consulté le procureur en charge et pris en considération la demande de sa famille. Le corps est remis à sa famille le 26 novembre. La mort de Goo Hara s'est produite un peu plus d'un mois après que son amie proche Sulli se soit également suicidée.
Les funérailles de Goo Hara ont lieu en privé à l'hôpital Gangnam Severance avec des membres de la famille et des amis, tandis qu'un service commémoratif distinct pour les fans a lieu les 25 et 26 novembre à l'hôpital St. Mary de l'Université catholique de Corée à Séoul à Gangnam. Le 27 novembre, le corps de Goo Hara est incinéré et ses restes sont consacrés au Skycastle Memorial Park à Bundang, province de Gyeonggi.
En avril 2020, on se rend compte qu'un coffre-fort contenant des documents et de vieux téléphones portables avait été volé dans la maison libérée de Goo Hara. Un rapport de police est déposé en mai 2020. En 2024, le frère aîné de Goo Hara, Goo Ho-in, révèle, dans une interview télévisée, les détails du vol, déclarant qu'un homme non identifié est entré par effraction dans sa maison le 14 janvier 2020. Un portrait-robot, généré par IA, de l’homme non identifié, est également montré au cours de l’entretien. Le dossier reste ouvert à ce jour. Le portrait généré par l’IA a conduit les internautes à identifier potentiellement, à tort, une célébrité.

## Discographie

### Mini-album (EP)
| Titre                      | Détails de l'album                                                                               | Meilleures positions | Meilleures positions | Meilleures positions | Meilleures positions | Ventes                                      |
| Titre                      | Détails de l'album                                                                               | COR                  | JPN                  | TWN                  | US World             | Ventes                                      |
| -------------------------- | ------------------------------------------------------------------------------------------------ | -------------------- | -------------------- | -------------------- | -------------------- | ------------------------------------------- |
| Alohara (Can you feel it?) | - Date de sortie : 14 juillet 2015 - Labels : DPS Média - Formats : CD, téléchargement numérique | 4                    | 64                   | 34                   | 94                   | - COR : plus de 6 280 - JPN : plus de 5 441 |

### Singles

#### Coréens
| Titre                              | Année | Meilleures positions | Meilleures positions | Ventes (téléchargements) | Album                      |
| Titre                              | Année | COR Gaon             | COR Hot 100          | Ventes (téléchargements) | Album                      |
| ---------------------------------- | ----- | -------------------- | -------------------- | ------------------------ | -------------------------- |
| Secret Love (Bimil Salang)         | 2012  | 82                   | 74                   | - COR : plus de 54 419   | Kara Solo Collection       |
| Choco Chip Cookies (feat. Giriboy) | 2015  | 15                   | 85                   | - COR : plus de 25 600   | Alohara (Can you feel it?) |
| How About Me? (feat. Young-ji)     | 2015  | 45                   | 75                   | - COR : plus de 15 600   | Alohara (Can you feel it?) |

#### Japonais
| Titre                      | Année | Album           |
| -------------------------- | ----- | --------------- |
| Secret Love (시크릿러브)   | 2012  | Kara Collection |
| Magic of Love (사랑의마범) | 2013  | Galileo+        |

### Collaborations
| Titre                                                                 | Année | Album               |
| --------------------------------------------------------------------- | ----- | ------------------- |
| Talk About Love (Campagne pour W Foundation avec différents artistes) | 2014  | Non issu d'un album |
| Giriboy - 호구 (Hogu) (Narration japonaise)                           | 2015  | Non issu d'un album |

## Filmographie

### Film
| Année | Titre               | Rôle      | Notes                                  |
| ----- | ------------------- | --------- | -------------------------------------- |
| 2013  | Kara the Animation  | Elle-même | Animation; Version doublée en japonais |
| 2017  | Sound of a Footstep | Yoon-Jae  | Web film                               |

### Séries télévisées
| Année | Nom                    | Rôle                          |
| ----- | ---------------------- | ----------------------------- |
| 2008  | That Person is Coming  | Bande d'écolières             |
| 2009  | Hero                   | Cameo (dans le cadre de Kara) |
| 2011  | Urakara                | Hara                          |
| 2011  | City Hunter            | Choi Da-Hye                   |
| 2013  | Galileo 2              | Cameo                         |
| 2014  | Secret Love            | Lee Hyun-jung                 |
| 2014  | It's Okay, That's Love | Cameo (Épisode 16)            |

### Émission de télévision
| Année       | Titre                                      | Rôle                      |
| ----------- | ------------------------------------------ | ------------------------- |
| 2008 - 2009 | Check it Girl - Strange Casting – Season 2 | Membre de la distribution |
| 2009        | Hunter                                     | Membre de la distribution |
| 2009 - 2010 | Invincible Youth                           | Membre de la distribution |
| 2014        | ON & OFF : The Gossip                      |                           |
| 2015        | A Style For You                            | Host                      |
| 2015        | Shaolin Clenched Fists                     | Membre de la distribution |
| 2017        | Seoul Mate                                 | Membre de la distribution |
| 2018        | My Mad Beauty Diary                        | Host                      |

Hébergement d'événements
2011 : Dream Concert. Rôle : Hôte avec Kim Heechul et Song Joong-ki.
2011 : Seoul-Tokyo Music Festival. Rôle : Hôte avec Park Gyu-ri
2012 : Inkigayo. Rôle : Hôte avec Nicole Jung et IU
2012 : Korean Music Wave in Kobe. Rôle : Hôte avec Han Seung-yeon et Hongki.
2013 : Dream Concert. Rôle : Hôte avec Onew et Doonjoon

## Récompenses
| Année | Titre                                          | Travail nommé    | Résultat |
| ----- | ---------------------------------------------- | ---------------- | -------- |
| 2010  | KBS Entertainment Awards: Best Female MC Award | Invincible Youth | Lauréat  |
| 2011  | 5th Mnet 20's Choice Award: Hot Campus Girl    | NC               | Lauréat  |
| 2011  | SBS Drama Awards: New Star Award               | City Hunter      | Lauréat  |
| 2012  | Miss and Mister Idol Korea 2012                | Miss Korea       | Lauréat  |
| 2013  | '50th' Savings Day – Saving Award              | NC               | Lauréat  |